# Liparis brashnikovi
Espèce
Liparis brashnikovi est une espèce de poissons de la famille des Liparidae (les « limaces de mer »).

## Répartition
Liparis brashnikovi se rencontre dans la mer du Japon, de la surface jusqu'à une profondeur maximale de 106 m.

## Description
Liparis brashnikovi peut mesurer jusqu'à 150 mm.